# Monastero di Rabban Ormisda

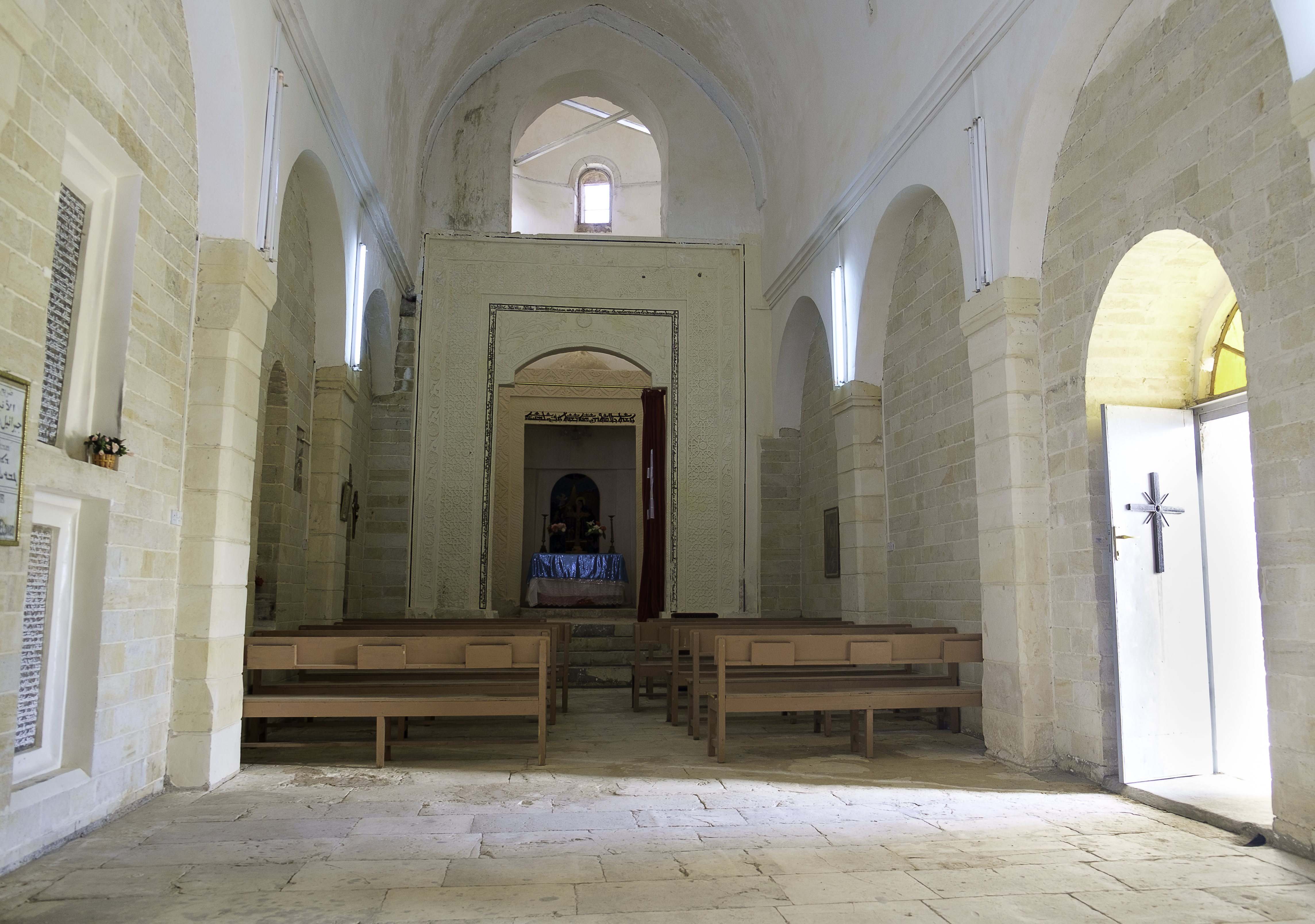
L'interno della chiesa del monastero.

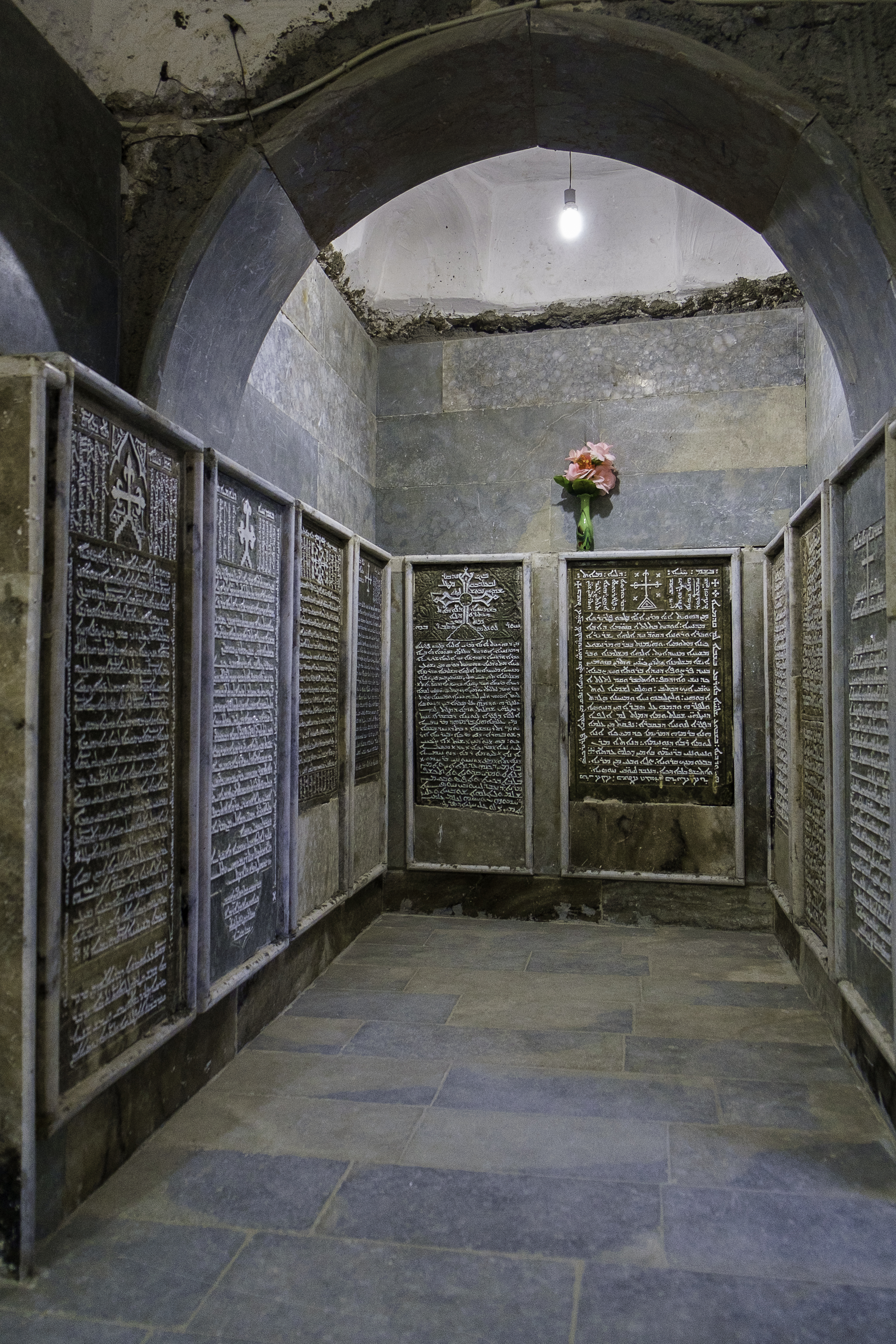
Il corridoio con le pietre tombali di patriarchi della Chiesa assira d'Oriente.

Il monastero di Rabban Ormisda è un monastero della Chiesa cattolica caldea in Iraq, costruito nel VII secolo sul fianco di una montagna a circa 4 km da Alqosh e 45 km da Mosul, nel nord dell'Iraq.

## Storia
Il monastero prende il nome da Rabban (in siriaco: monaco) Ormisda, che lo fondò nel 640 e che è venerato come santo nella tradizione sia nestoriana che cattolica della Chiesa d'Oriente. Il monastero fu fiorente soprattutto tra il X ed il XII secolo con gli abati Mar Yohanna di Halabta, Mar Isho Barnon, Mar Ipni Maron, ma subì pesanti attacchi e devastazioni ad opera dei Mongoli di Tamerlano (XIV secolo). Attorno al 1540 divenne abate Yukhannan Sulaqa, che nel 1551 fu eletto primo patriarca della Chiesa cattolica caldea, con il nome di Shimun VIII. Egli fissò la propria sede nella città di Amida (oggi Diyarbakır).
Contestualmente i patriarchi della linea Eliyya della Chiesa assira d'Oriente si trasferirono nel monastero, che fu sede dei patriarchi nestoriani dal 1551 al 1804. Nel corridoio che conduce alla cella del santo monaco Ormisda, sono collocate le tombe di nove patriarchi.
Verso il 1743 il monastero fu abbandonato a causa delle pestilenze e degli attacchi dei Curdi. Nel 1808 il monaco Gabriel Dambo, malgrado l'opposizione di Yohanna Hormizd arcieparca di Mosul e futuro patriarca di Babilonia, ricostruì il monastero e lo fece rivivere raccogliendo attorno a sé altri monaci e giovani leve, per le quali istituì un seminario. In un viaggio a Roma chiese l'approvazione del suo istituto, l'Ordine Antoniano di Sant'Ormisda dei Caldei, che fu concessa da papa Gregorio XVI il 26 settembre 1845. Anche il patriarca Yosep VI Audo, prima di essere nominato arcieparca di Mosul, era stato monaco del monastero di Rabban Ormisda.
Gabriel Dambo fu assassinato nel 1832 da soldati inviati dal pascià Mohammed, emiro curdo di Rawanduz. Nel 1838 il monastero e la città di Alqosh furono attaccati dai Curdi dell'emirato di Soran e centinaia di cristiani trovarono la morte. Nel 1843 i curdi depredarono i villaggi cristiani della regione raccogliendo quanto più denaro potevano e distruggendo molte icone del monastero.
In questi continui attacchi finirono in cenere anche antichi e preziosi manoscritti in siriaco: molti andarono perduti o dispersi nei saccheggi del 1828 e del 1868, quando 147 volumi, manoscritti o stampati, furono distrutti.
Secondo la testimonianza di Ernest Alfred Wallis Budge, che visitò il monastero nel 1890, vi erano all'epoca solo dieci monaci, a fronte dei cinquanta presenti al momento della fondazione di Gawriel Dambo.
Nel 1859 il patriarca Yosep VI Audo, con il sostegno finanziario della Santa Sede, edificò nella pianura nei pressi di Alqosh un nuovo monastero, Notre Dame des Semences, dove pian piano i monaci di Rabban Ormisda si trasferirono. Oggi l'antico monastero è un luogo di pellegrinaggio e di preghiera, che ha ripreso vita dopo il 1975.